# Taicang
Taicang ou Taïcang (太仓 ; pinyin : Tàicāng) est une ville de la province du Jiangsu en Chine. C'est une ville-district placée sous la juridiction administrative de la ville-préfecture de Suzhou.

## Démographie
La population du district était de 712 069 habitants en 2010.